# Linea 4 (metropolitana di Madrid)
La linea 4 della metropolitana di Madrid è una linea di metropolitana che serve la città di Madrid, in Spagna. Collega la stazione di Pinar de Chamartín con quella di Argüelles. Le stazioni funzionanti sono 23, tutte con banchine di 60 m. La linea fu inaugurata il 17 settembre 1932, come ramo della linea 2, l'inaugurazione come linea 4 avvenne il 23 marzo 1944.
La linea 4 è indicata con il colore marrone.
È tra le linee metro con meno stazioni accessibili a persone con disabilità motorie.

## Storia

### 1930-1980: L'apertura e i primi prolungamenti
La linea fu inaugurata nel 1932, come ramo della linea 2, l'inaugurazione come linea 4 avvenne il 23 marzo 1944 nel tratto tra le stazioni di Argüelles e Goya.
Nel 1958 venne inglobata alla linea il tratto tra le stazioni di Goya e Diego de León.
Nel 1973 la linea venne prolungata fino alla stazione di Alfonso XIII, un altro prolungamento, fino alla stazione di Esperanza, venne aperto al pubblico alla fine degli anni '70, più precisamente il 4 gennaio 1979.

### 1981-2010: I nuovi ampliamenti
Nel 1996 iniziarono i lavori per prolungare la linea fino a Parque de Santa María; questo tratto della linea venne inaugurata in due periodi: nell'aprile 1998 venne il tratto fino alla stazione di Mar de Cristal mentre il 15 dicembre dello stesso anno venne aperto il tratto fino Parque de Santa María.
L'11 aprile 2007 la linea venne nuovamente prolungata fino alla stazione di Pinar de Chamartín, in contemporanea al prolungamento della linea 1 fino alla medesima stazione.

### 2011-2020: Lavori di ammodernamento
Tra il 20 luglio e il 20 settembre 2019 alcune stazione della linea vennero chiuse per l'istallazione degli ascensori.
Il 13 gennaio 2020 l'intera linea è stata chiusa per lavori di ammodernamento: venne sostituito il sistema catenario e i sistemi di segnalazione ed elettrificazione, per sopperire alla mancanza di tale servizio venne creato un servizio navetta. La linea venne parzialmente riaperta il 6 marzo 2020, mentre il 10 marzo l'intera linea ritornò con il servizio regolare

## Stazioni
Accanto a ogni stazione presente nella tabella sono indicati i servizi presenti e gli eventuali interscambi; tutte le stazioni sono dotate di accessi per disabili.
| Unknown route-map component "utKACCa" |

| Urban tunnel stop on track |

| Unknown route-map component "utHSTACC" |

| Unknown route-map component "utHSTACC" |

| Unknown route-map component "utKACCe" |

## Servizi

### Orari
Il servizio inizia, su tutte le linee, alle 6:05 e termina all'1:30

### Accessibilità
Non tutte le stazioni della metropolitana madrilena permettono un facile accesso alle persone con disabilità motoria, infatti ad oggi la linea 4 è tra le linee meno accessibili a persone con difficoltà motorie, insieme con le linee 1, 2, 5 e 9. Sulle 23 stazioni di cui è composta la linea solamente 9 sono accessibili alle persone con disabilità motoria.